# 섀터드 글래스
《섀터드 글래스》(영어: Shattered Glass)는 미국과 캐나다에서 제작된 빌리 레이 감독의 2003년 전기 드라마 영화이다. 헤이든 크리스턴슨 등이 출연하였고, 크레이그 바움가튼 등이 제작에 참여하였다.

## 출연진
- 헤이든 크리스턴슨
- 피터 사즈가드
- 클로이 세비니
- 로자리오 도슨
- 멜러니 린스키
- 행크 어제리아
- 스티브 잔
- 마크 블럼
- 채드 도넬라
- 제이미 엘먼
- 루크 커비
- 캐스 앤바
- 캐럴라인 구돌
- 모건 켈리
- 미셸 스카라벨리
- 앤드루 에얼리
- 마크 커매초

## 기타 제작진
- 배역: 커샌드라 쿨루컨디스
- 미술: 프랑수아 세갱
- 의상: 러네이 에이프릴